# Bramy templariuszy
Bramy templariuszy (hiszp. Las Puertas Templarias) – powieść historyczna z wątkiem sensacyjnym z 2000 roku autorstwa hiszpańskiego pisarza Javiera Sierry.
Książka opowiada historię templariuszy, którym powierzona jest święta misja. Jej celem jest odnalezienie i zabezpieczenie miejsc w zachodniej Europie, w których znajdują się „bramy”, przez które śmiertelnicy mogą wstępować do Nieba i poznawać boskie tajemnice. Źle wykorzystane mogą stać się narzędziem szatana. W miejscach tych rycerze mają zbudować monumentalne katedry.
Jednocześnie autor opisuje czasy współczesne. Bohaterem rozgrywanych w teraźniejszości wydarzeń jest Michael Tèmoin, szef ośrodka kosmicznego w Tuluzie. Wykonane za pomocą satelity zdjęcia Francji zawierają białe plamy w miejscach, gdzie powinny być gotyckie katedry pod wezwaniem Najświętszej Marii Panny. Michael postanawia rozwikłać zagadkę białych plam.